# 董衡 (清朝)
董衡（1699年—？），原名董行，福建省泉州府晉江縣沙堤人。清朝政治人物。

## 生平
雍正八年（1730年）庚戌科三甲進士。官建德縣、山東定陶縣知縣。因養老去職。服闕，任山西猗氏縣知縣。